# 7-Euro-Münze
7-Euro-Münzen bzw. 700-Eurocent-Münzen werden von mehreren europäischen Ländern herausgegeben.
Die folgende Auflistung führt zu den entsprechenden Ausgabeländern und deren Sammlermünzen-Editionen:
- 7-Euro-Münze (Estland), siehe Estnische Euromünzen #Sammlermünzen

- 700-Eurocent-Münze (Luxemburg), siehe Luxemburgische Euromünzen #Ad-Hoc-Ausgaben